# Moneta Sleet

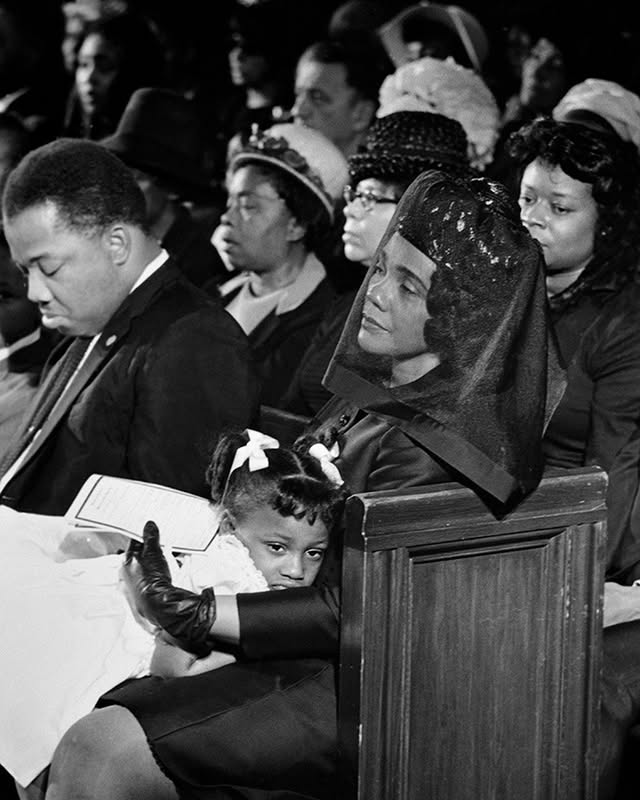
Sleet: Coretta Scott Kingová a Bernice na pohřbu Martina Luthera Kinga, fotografie oceněná Pulitzerovou cenou

Moneta J. Sleet junior (14. února 1926 – 30. září 1996) byl americký novinářský fotograf nejznámější díky své práci fotografa v časopisu Ebony. V roce 1969 mu byla udělena Pulitzerova cena za fotografii za snímek Coretty Scott Kingové, vdovy po Martinovi Lutherovi Kingovi, když truchlila na pohřbu svého manžela. Sleet byl prvním Afroameričanem, který vyhrál Pulitzerovu cenu a prvním Afroameričanem, který získal cenu za žurnalistiku. Zemřel na rakovinu v roce 1996 ve věku 70 let.

## Životopis
Sleet se narodil v Owensboro, Kentucky. Byl redaktorem školních novin na Western High School, své alma mater. V roce 1947 absolvoval s vyznamenáním na Kentucky State College (nyní Kentucky State University), historickou školu pro černochy a v roce 1950 získal magisterský titul v oboru žurnalistiky na Newyorské univerzitě (NYU). Studoval také na Škole moderní fotografie, kde prohloubil své fotografické dovednosti. Během této doby Sleet sloužil v afroamerické jednotce ve druhé světové válce a byl asistentem v komerčně provozovaném studiu. Po svém vzdělání na NYU pracoval jako sportovní novinář v Amsterdam News v New Yorku a poté v časopise Our World (Náš svět) Johna P. Davise.

## ČasopisEbony
Sleet začal pracovat pro časopis Ebony v roce 1955. Během příštích 41 let zachytil fotografie mladého Muhammada Aliho, Dizzyho Gillespieho, Stevieho Wondera, Haile Selassie, Jomo Kenyatty, bývalého velvyslance Andrewa Younga v modré kožené bundě a džínách ve své kanceláři v OSN, Ghaňana Kwama Nkrumaha, Libérijce Williama Tubmana nebo zpěvačky Billie Holiday. Získal si náklonnost a úctu mnoha vůdců občanských práv, z nichž mnozí ho oslovovali jménem. Když Coretta Scott Kingová zjistila, že na pohřeb jejího manžela nebyli přiděleni žádní afroameričtí fotografové, požadovala, aby byl Sleet součástí tiskového fondu. Pokud by nebyl, vyhrožovala, že z pohřbu vyloučí všechny fotografy. Kromě své fotografie Coretty Scott Kingové zachytil také truchlící vdovu Betty Shabazzovou na pohřbu jejího manžela Malcolma X. Jeho sbírka Special Moments in African American History: The Photos of Moneta Sleet Jr. 1955–1996 byla publikována posmrtně v roce 1999.

## Hnutí za občanská práva
Během 41 let Sleeta v Ebony pracoval 13 let také po boku Martina Luthera Kinga juniora a zachytával historické okamžiky hnutí za občanská práva. Moneta zachytil slavný obraz předních demonstrantů jako byli: Rosa Parksová, MLK, Ralph Abernathy, Ralph Bunche nebo Coretta Scott Kingová. Zachytil také snímky projevu MLK I Have a Dream u Lincolnova památníku, pochodů ze Selmy do Montgomery a bojkotu autobusové dopravy v Montgomery.

## Osobní život
Sleet se oženil se svou ženou Juanitou v roce 1950 a měli dva syny a jednu dceru: Gregory M. Sleet, soudce u okresního soudu Spojených států pro okres Delaware, Lisa a Michael Sleet. Sleet byl spolu s MLK také členem Sigma Pi Phi, nejstarší afroamerické organizace s řeckými písmeny. Byl součástí zámořského novinářského klubu, takže pořídil spoustu fotografií mezinárodních světových vůdců.
Sleet, jako rezident okresu Baldwin, New York, zemřel na rakovinu v Columbia-Presbyterian Medical Center dne 30. září 1996.